# Театинцы
Теати́нцы (лат. Ordo Clericorum Regularium vulgo Theatinorum), Конгрегация регулярных клириков Божественного провидения, CR — мужской священнический орден Римско-католической церкви, основанный Каетаном Тиенским и Дж. П. Карафой, епископом Кьети (лат. Theate, отсюда название ордена).

## История
Орден основан в 1524 году по инициативе Джанпьетро Карафы (позднее папы Павла IV) и Каэтана Театинского. Оба принадлежали к братству Божественной любви (Compagnia del Divino Amore) при церкви св. Доротеи (ит.). Уже через несколько недель община была признана папой Климентом VII как орден. Согласно уставу (1540) орден назывался «Конгрегация регулярных клириков Божественного провидения», однако неофициально их называли «театинцами», поскольку первым его главой был епископ Кьети (лат. название города — «Теате») Карафа.
Особенность театинцев в том, что их орден не был в полном смысле монашеским. Членами общины становились рукоположенные священники, однако торжественных монашеских обетов они не давали. При вступлении в орден священники давали традиционные обеты бедности, целомудрия и послушания; однако не уходили от мира, а продолжали исполнять обязанности приходских священников. Таким образом, театинцы стали первым орденом нового типа, так называемых регулярных клириков.
Главными задачами ордена были борьба с ересями и призыв священничества к обновлению жизни. Миссионерская активность театинцев простиралась почти на всю Европу, а позднее на Америку, Персию и Кавказ.
Расцвет ордена пришёлся на XVII век, в XVIII веке орден начал клониться к закату.

## Современное состояние
В 2014 году в ордене состоял 171 монах, из них 141 священник, театинцы окормляли 33 прихода.